# سنجاب زمینی مریام
سنجاب زمینی مریام (نام علمی: Urocitellus canus) نام یک گونه از سرده سنجاب‌های زمینی تمام‌شمالی است. این سنجاب ها اغلب در امریکای شمالی و به ویژه در منطقه الاسکا زندگی میکنند. ولی مبدا اصلی انها رروستای باللیجا هست